# Dominique Thiolat
Dominique Thiolat, né le 6 mars 1946 à Blois, est un peintre français, avec son style qui est à la frontière du figuratif et de l'abstrait, il bouleversa la scène culturelle française dans les années 70, Thiolat s'inspire et prend son énergie créative de Kooning, Motherwell, Newman et Pollock. Ses tableaux sont peints debout, la toile sur le sol, parfois avec un pinceau dans chaque main.

## Biographie
En 1964, Thiolat s'établit à Paris et fréquente l'École supérieure d'arts graphiques Penninghen. L'année suivante il fréquente l'Académie Charpentier et un an plus tard, il est étudiant à l'École nationale supérieure des arts décoratifs de Paris.

En 1978, il participe à la création de la revue “Document sur ”  avec Pierre Nivollet, Norbert Cassegrain, Jean-Yves Langlois et Christian Sorg, Marcelin Pleynet en étant le conseiller littéraire. En 1980, Thiolat réalise une série de peintures d'après l'Olympia d'Édouard Manet.
En 1985, il produit ses premiers collages.

## Principales expositions personnelles
- 1975 : Galerie Rencontres, Paris
- 1977 : Galerie Daniel Templon, Paris
- 1978 : Galerie Daniel Templon, Paris
- 1981 : Galerie La Cité, Luxembourg ; Galerie Albrecht, Bolzano, Italie
- 1982 : Galerie Daniel Templon, Paris
- 1984 : Centre de Développement Culturel « Le Parvis », Tarbes
- 1985 : Galerie des Beaux-Arts, Nantes
- 1987 : Galerie La Main, Bruxelles ; Église Romane de Mont Saint Martin, Longwy
- 1989 : Galerie Apoximie, Paris ; Galerie de Cluny, Cluny ; Galerie de Zographia, Bordeaux ; Galerie La Cité, Luxembourg ; Galerie La Main, Bruxelles
- 1990 : Galerie Debras-Bical, Bruxelles ; Galerie Apomixie, Paris
- 1991 : Église Romane de Mont-Saint-Martin, Concert Gustav Leonhardt
- 1992 : Galerie La Cité, Luxembourg ; Galerie Apomexie, exposition de collage sur la musique, Paris ; Galerie Debras-Bical, Bruxelles
- 1993 : Institut Français de Thessalonique, Grèce ; Galerie Regards, Paris ; Galerie Natkin-Berta, Partitions, collages sur la musique et concert de piano de Alan Gampel, Paris ; Institut français de Sofia, Bulgarie
- 1995 : Galerie Phal, Paris
- 1997 : Galerie Hüsstege, Bois-le-Duc
- 1998 : Galerie Frank, Paris ; Galerie de la Gare, Bonnieux en Luberon
- 1999 : Galerie Frank, Paris ; Espace Saint Jean, Melun

## Collections publiques
- 1977 : Musée d'Art Moderne de la Ville de Paris
- 1979 : Régie Nationale des Automobiles Renault
- 1982 : Musée National d'Art Moderne, Centre Georges-Pompidou
- 1984 : FRAC Nord-Picardie
- 1985 : FRAC Haute-Normandie
- 1989 : Musée d'État du Grand-Duché de Luxembourg, Luxembourg
- 1992 : FRAC Midi-Pyrénées ; Institut Français de Thessalonique, Grèce
- 1993 : FNAC
- 1999 : Musée de Melun